# Batrachophrynus
Batrachophrynus is een geslacht van kikkers uit de familie Ceratophryidae. Het geslacht wordt tegenwoordig niet meer erkend, de twee soorten die tot de groep behoorden worden tegenwoordig tot het geslacht Telmatobius gerekend, dat tot de familie Telmatobiidae behoort.